# 快元 (真言宗)
快元（かいげん、生没年不詳）は、戦国時代（16世紀前半）の古義真言宗の僧侶。

## 略歴
経歴には不明な点が多いが、鶴岡二十五坊の1つである相承院に属し、永正2年（1505年）に鶴岡八幡宮の供僧となる。大永6年（1526年）の大永鎌倉合戦で焼失した鶴岡八幡宮の再建事業に従事し、享禄5年5月18日（1532年6月21日）から天文11年5月14日（1542年6月26日）までの造営日記である『快元僧都記』を記した。

## 『快元僧都記』
『快元僧都記』は鶴岡八幡宮再建記事を中心とした快元の日記で、別称に「鶴岡造営日記」「鶴岡平氏再興記」再建の主導的な役割を果たした相模国の北条氏綱とそれを取り巻く軍事・外交情勢についても詳しく書かれており、16世紀前半の関東地方の情勢を知る上で貴重な史料となっている。『戦国遺文後北条氏編』補遺編に収録。